# Volkswagen
Volkswagen AG nebo jen VW je německá automobilka sídlící ve Wolfsburgu. Je členem skupiny Volkswagen Group. Její název znamená v překladu lidový vůz. Byla založena v roce 1937 jako Gesellschaft zur Vorbereitung des Deutschen Volkswagens mbH a později přejmenována na Volkswagenwerk GmbH.

## Historie

### Založení
Dnešní akciová společnost Volkswagen AG byla založena v roce 1937 za účelem výroby německého velkosériového „lidového vozu“ (Volkswagen = lidový vůz německy). Myšlenku prosazoval nejvíce Adolf Hitler, který při zahájení 24. mezinárodní automobilové výstavy (Internationale Automobil-Ausstellung, IAA) ve Frankfurtu nad Mohanem 8. března 1934 oznámil, že cílem je vozidlo pro široké vrstvy obyvatelstva. Mělo jít o vůz s dostatkem místa pro dva dospělé a tři děti, nebo čtyři dospělé, a jejich zavazadla, který by za jízdy po německých dálnicích udržel cestovní rychlost 100 km/h, byl hospodárný ve spotřebě paliva a stál do 1000 RM.
Konstrukcí takového modelu pověřil Hitler rodáka z Vratislavic nad Nisou (dnes městská část Liberce) Ferdinanda Porscheho, a to také díky tomu, že se už podobnou myšlenkou několik let zabýval. Objednávku navrhnout vůz dnešní nižší střední třídy obdržel Ferdinand Porsche již v roce 1934, ale nejasný způsob financování celý projekt pozdržel až do roku 1937, kdy byla založena Gesellschaft zur Vorbereitung des Deutschen Volkswagens GmbH (Společnost pro přípravu německého lidového vozu). V roce 1938 byla přejmenována na Volkswagenwerk GmbH a zhotovila 600 předsériových vozů na výstavy.

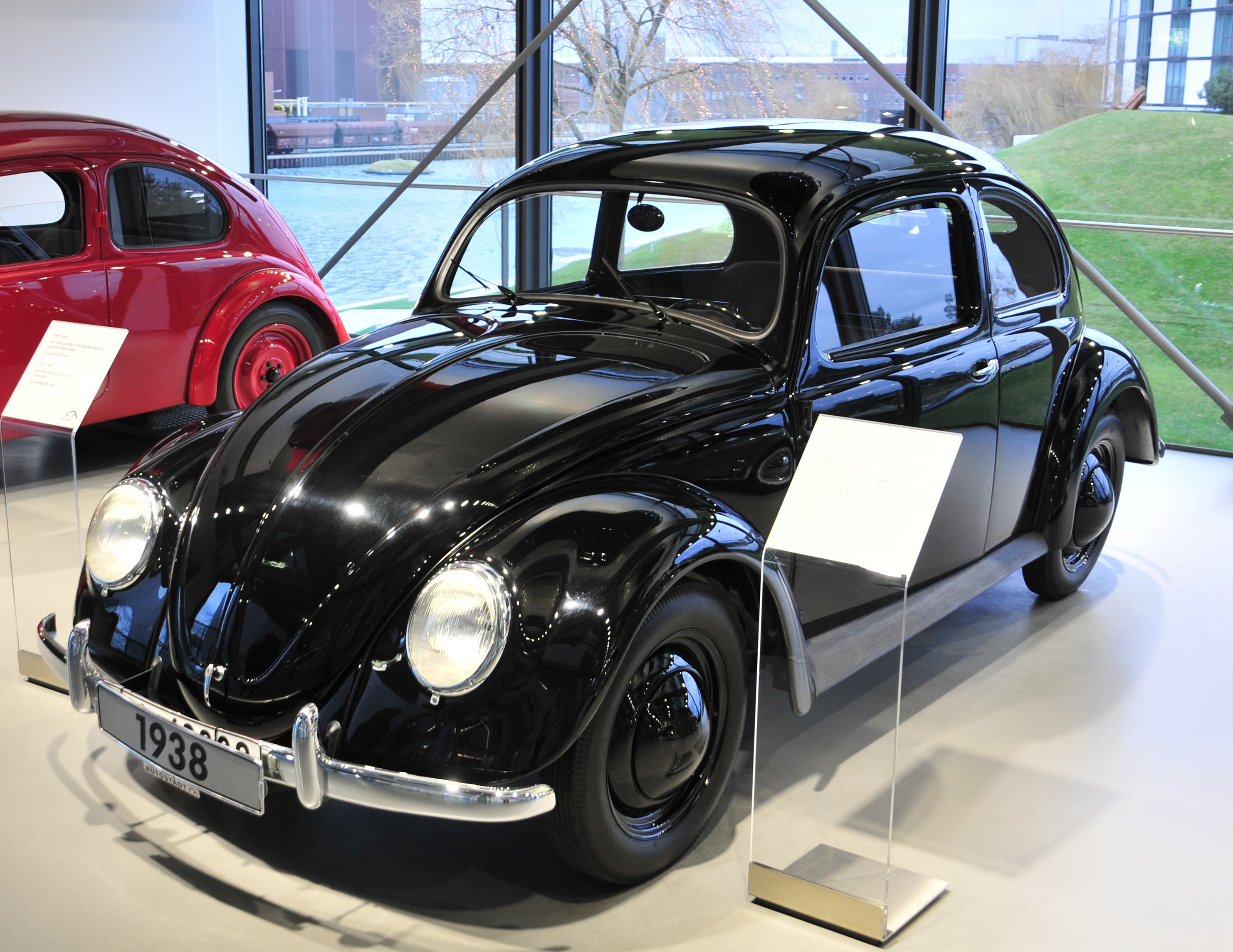
Porsche 1938 prototyp

Podle britského historika Richarda J. Evanse, Hitler, jenž se velmi zajímal o auta (avšak nikdy žádné neřídil), osobně navrhl charakteristický zaoblený tvar budoucího vozu, inspirovaný designem československých vozů Tatra konstruktéra Hanse Ledwinky. Výraznou inspiraci aerodynamickými vozy Tatra, jejichž řešení bylo pro nemalé investice právně chráněné, uznal v roce 1961 Volkswagen a souhlasil s jednorázovým vyplacením odškodného ČSSR.

### Vznik závodu a válečná výroba

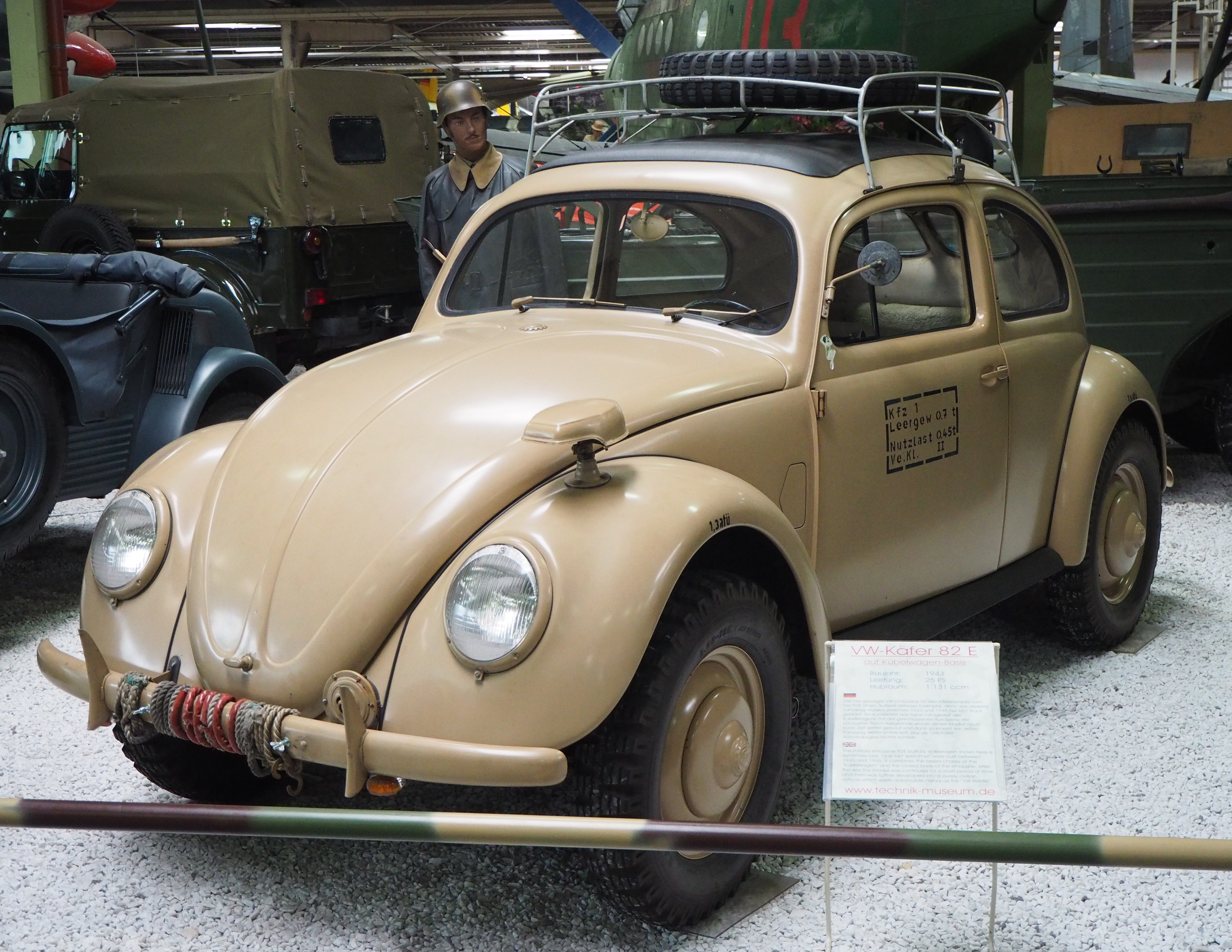
KdF 87

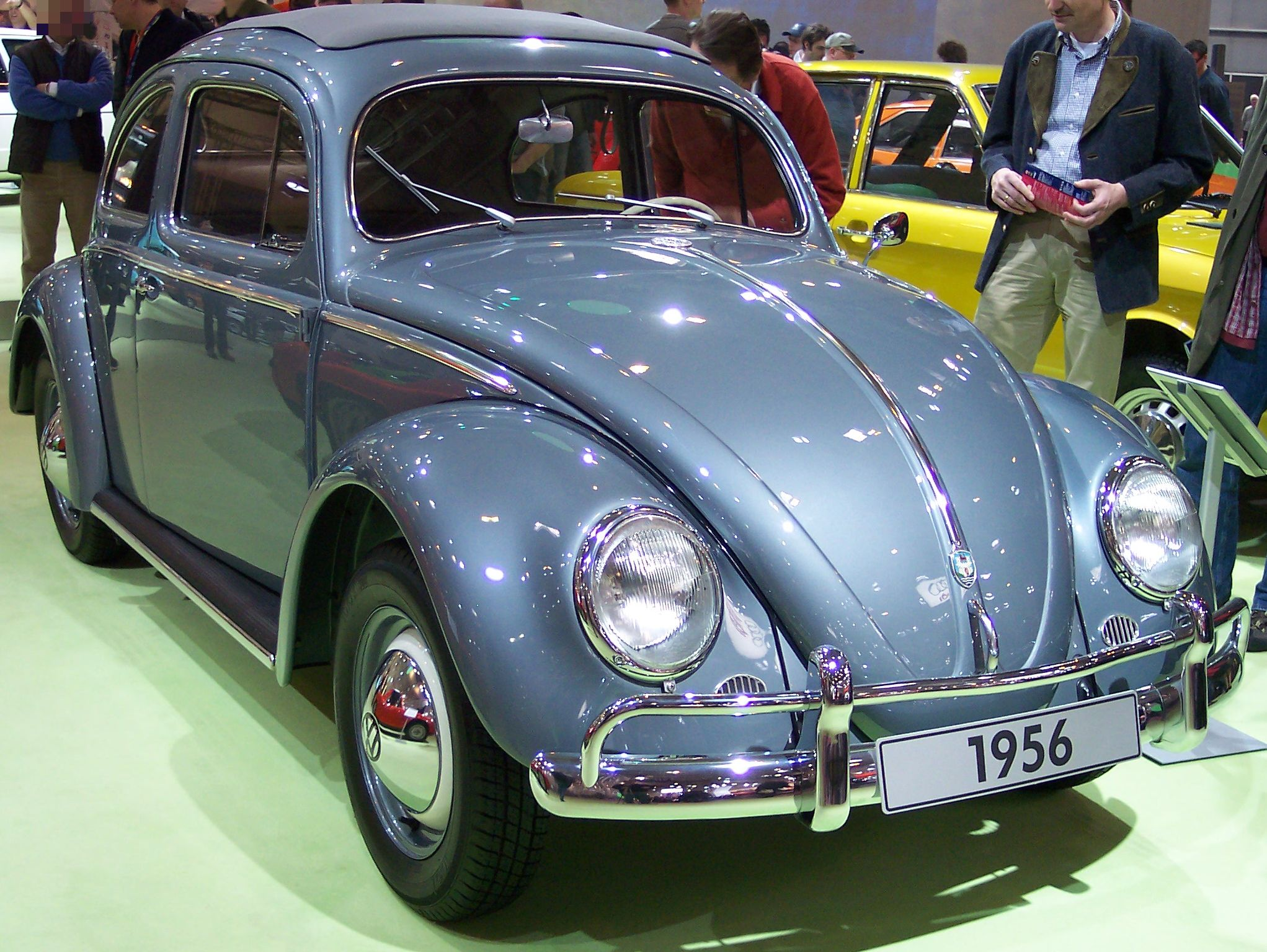
VW Brouk

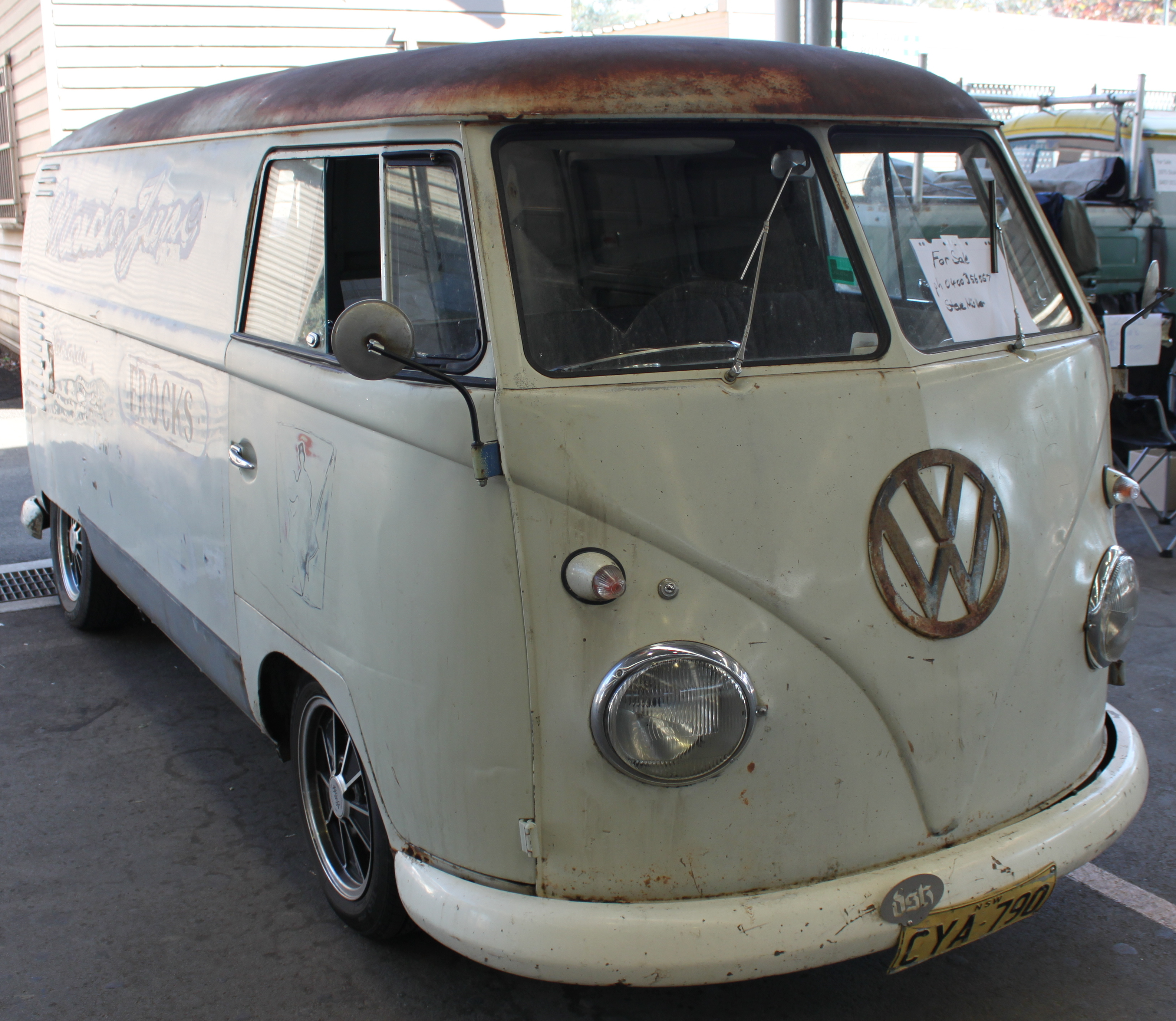
VW typ 1 Transporter

1. července 1938 bylo v převážně zemědělské oblasti Dolního Saska založeno město pojmenované Stadt des KdF-Wagens bei Fallersleben (Město vozů KdF při Fallerslebenu). U něj v sousedství Středoněmeckého průplavu továrna, kde se plánovala výroba připraveného vozu s označením KdF (Kraft durch Freude, tj. Síla z radosti). Prodej měly umožňovat kuponové nálepky. Způsobilí šetřit však chtěli prostornější vozy, na KdF spořilo málo zájemců a nedostatečná výroba mohla přivodit ostudné ztráty.

Počátkem druhé světové války se továrna přeorientovala na zbrojní výrobu. Opravovala letadla Junkers Ju 88 a dodávala křídla i závěsníky pum. Pro zvýšení motorizace Wehrmachtu začala od května 1940 vyrábět lehké vojenské modely KdF 82 se snadnou ovladatelností a vysokou spolehlivostí.[ve zdroji nenalezeno] Z civilního KdF převzaly rám podvozku  se zvýšenou podlahou, na kterém byla jednodušší, nepoddajnější otevřená karoserie. I s původním 985 cm³ motorem dokázaly – účinkem jeho polohy vzadu a zatížením poháněných kol, zdolat velmi náročný terén. V srpnu 1942 přidala obojživelné KdF 166 s karoserií tvořící vanu, přizpůsobenou technikou, zařaditelným pohonem 4×4, který dále zlepšil průchodnost terénem a zvětšeným objemem motoru na 1131 cm³. Se 14 263 kusy zůstává nejvíce vyráběným obojživelným vozidlem. Silnější pohon dostaly veškeré modely. V roce 1942 se v podstatně menším rozpětí zahájila stavba velitelských KdF 87 označovaných Kommanderwagen. Měly uzavřenou karoserii civilních KdF na podvozku KdF 82. Se značným předstihem továrna vyráběla nejvíce osobních automobilů v Německu. Dvě třetiny dělníků bylo totálně nasazených. V březnu 1944 zahájila výrobu letounové střely V-1 a koncem června byla silně poškozena nálety. Výrobní zařízení ukryté v podzemí zůstalo celkem nedotčeno.

### Poválečná výroba
25. května 1945 se město na žádost Spojenců přejmenovalo na Wolfsburg a celé společnosti i vyráběným automobilům bylo navráceno označení Volkswagen. Zpočátku se montovaly vozy KdF 82 z válečných dílů pod dohledem a pr užití americkými okupačními silami. O továrnu nebo její zařízení nebyl mezi automobilkami přemožitelů zájem. 27. prosince 1945 obnovila výrobu civilní podoby za velení a pro potřebu britské okupační správy v požadovaném množství 20 000. Během roku 1946 se začala podávat i soukromým osobám. Továrna vyráběla asi 1 000 vozů měsíčně až do začátku roku 1948, protože nebylo možné získat potřebné objemy surovin a součástek. V roce 1947 dodal Volkswagen francouzské vojenské vládě 1 000 vozů a náhradní díly výměnou za 1 590 tun železa a oceli. V půlce října 1947 šly první vozy oficiálně na vývoz, nejdříve do Holandska. V květnu 1948 byl vyroben 25 000 poválečný vůz a 4 385 vozů luxusnějšího provedení Export se za rok 1948 vyvezlo do zemí Evropy. 13. května 1949 vznikl 50 000 vůz. 8. října 1949 předala okupační správa závod, v němž došlo k výrazné obnově, německé spolkové vládě. Karosárny Karmann a Hebmüller začaly roku 1949 pro Volkswagen zhotovovat čtyřmístný, resp. dvoumístný kabriolet.
Od března 1950 doplnil Volkswagen výrobu užitkovým vozem Transporter (interní označení typ 2) inspirovaným podobou osobního vozu (zpětně typ 1).[ve zdroji nenalezeno] Převzal i řadu jeho mechanických částí. Transporter se coby ještě praktičtější odvozenina stal nejvyráběnějším užitkovým vozem – jedním z nejslavnějších vozů VW, jehož další generace se nadále vyrábí v řadě provedení.

### 50. léta

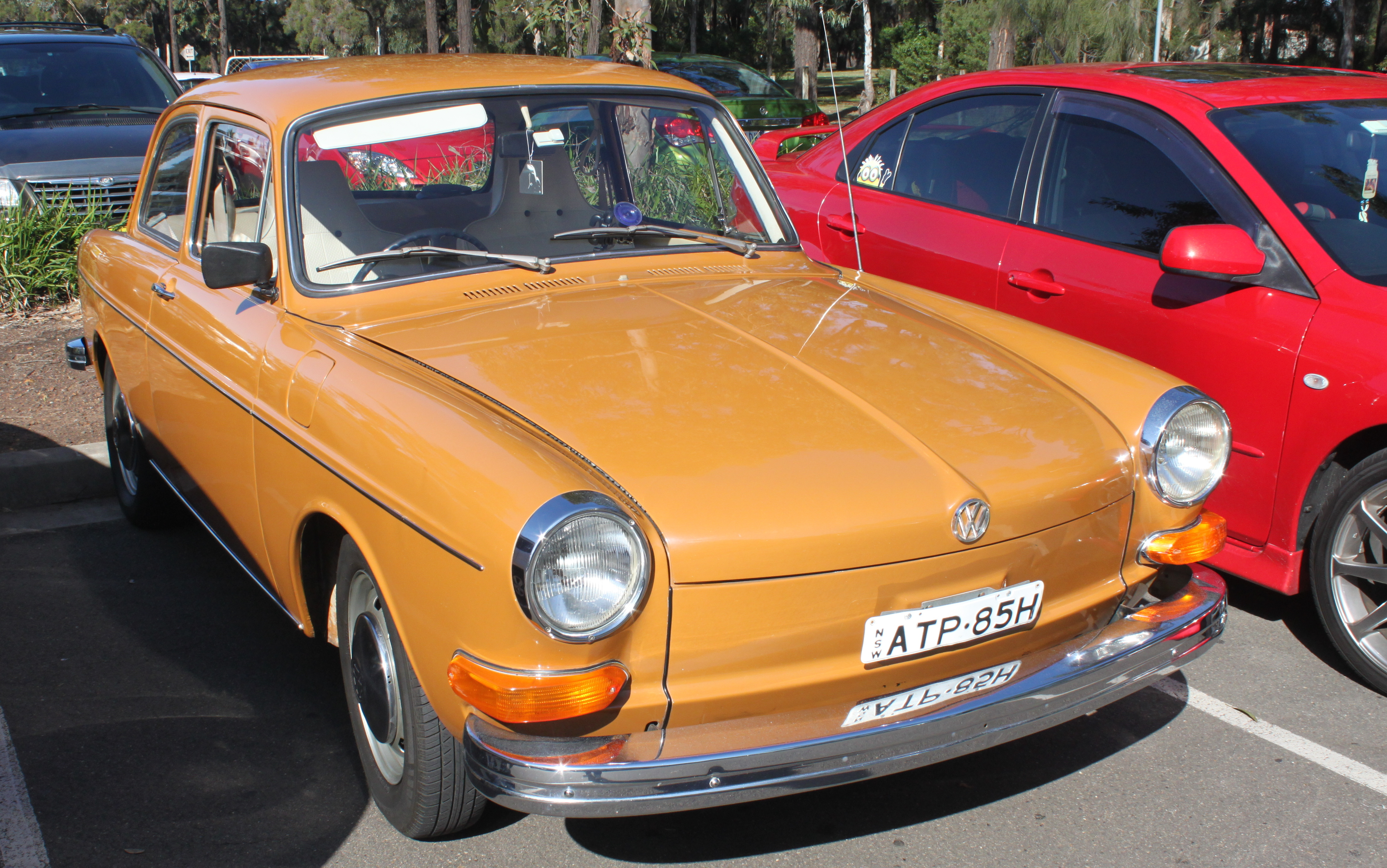
VW typ 3 (ze začátku VW 1500)

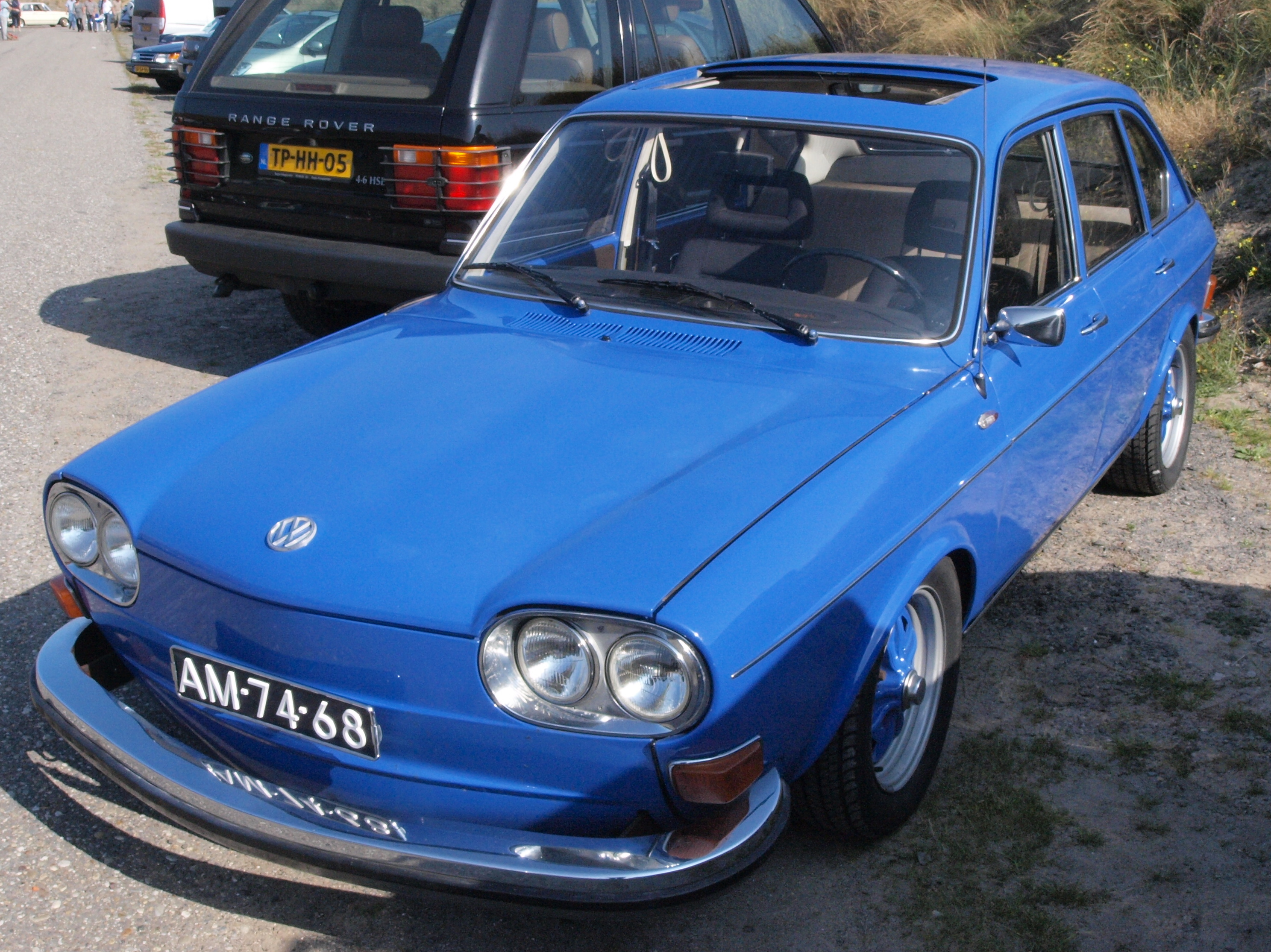
VW typ 4 (VW 411)

V říjnu 1951 byl vyroben 250 000 Brouk. Roku 1953 vznikla dceřiná společnost vyrábějící v Brazílii a Volkswagen zahájil prodej vozů na všech obydlených kontinentech. Rokem 1954 vzrostl objem motoru na 1192 cm3 při označení VW 1200. Na rozšířeném podvozku zahájil Karmann koncem roku 1954 výrobu kupé VW Karmann-Ghia typ 14 s karoserií navrženou studiem Ghia a s létem 1957 provedení kabriolet. 5. srpna 1955 sjel z montážní linky 1 000 000 Brouk. V Mexiku se začátkem roku 1955 otevřel montážní závod kompletující vozy z německých dílů, od 20. dubna 1964 z místní výroby.

Značný úspěch malých vozů Citroën 2CV, Renault 4CV i přibývání německých minivozů, jejichž zdar nebyl omezen konkurencí velkosériových německých malých vozů, přiměly Volkswagen k vývoji prototypu malého vozu s interním označením EA 48, jenž by zvětšil příjmy. Rostoucí obliba zvláště neustále mírně vylepšovaného VW typu 1 (přátelsky zvaného Brouk) ovšem vytížila dlouhodobě výrobu a přerušila záměr.

### 60. léta

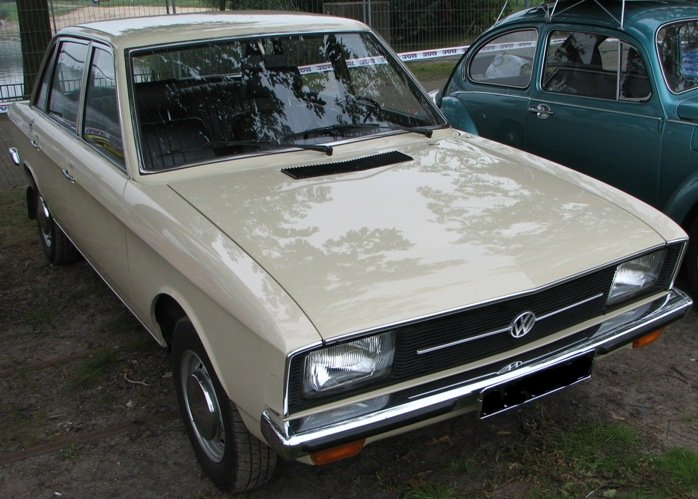
VW K70

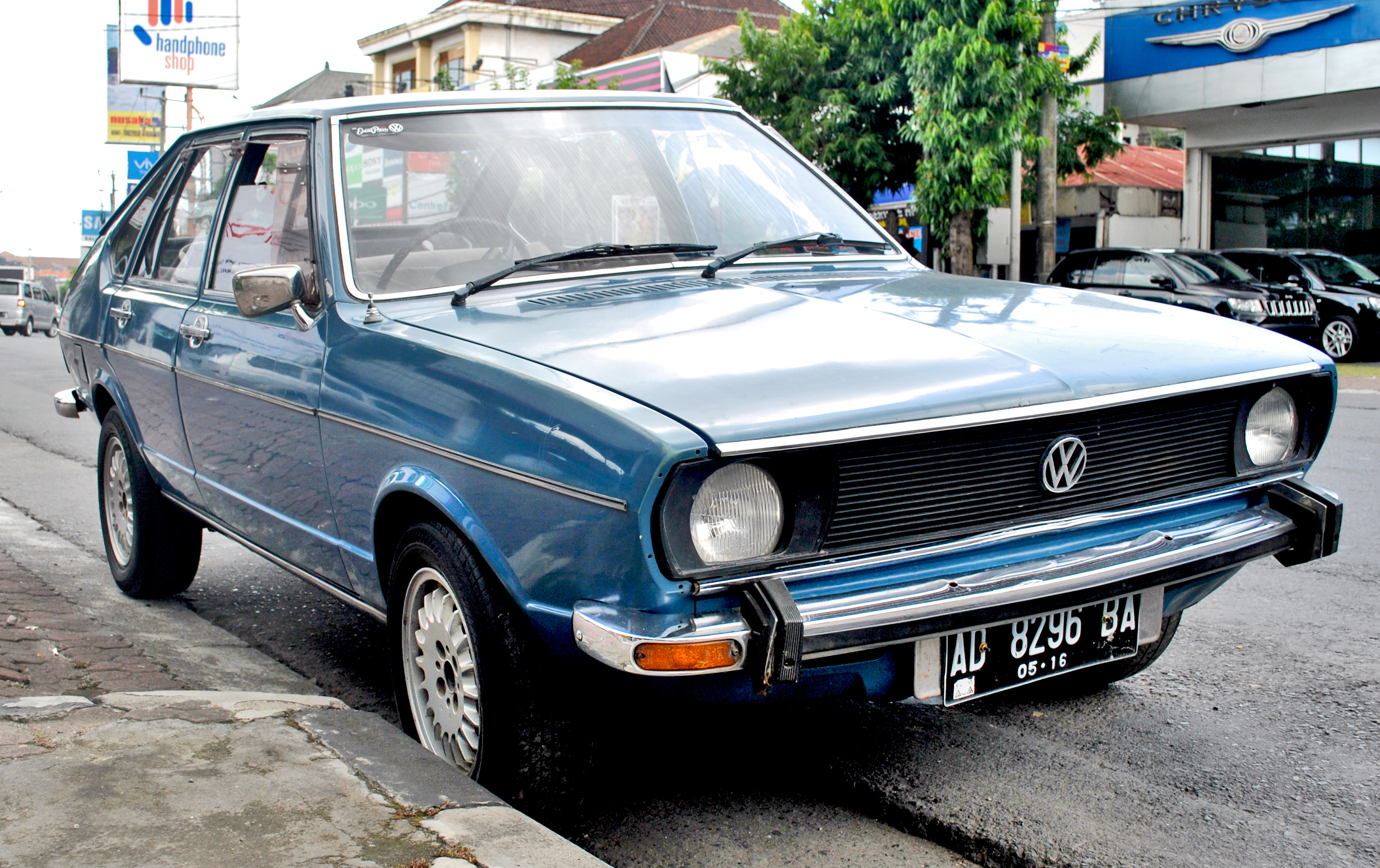
Volkswagen Passat I

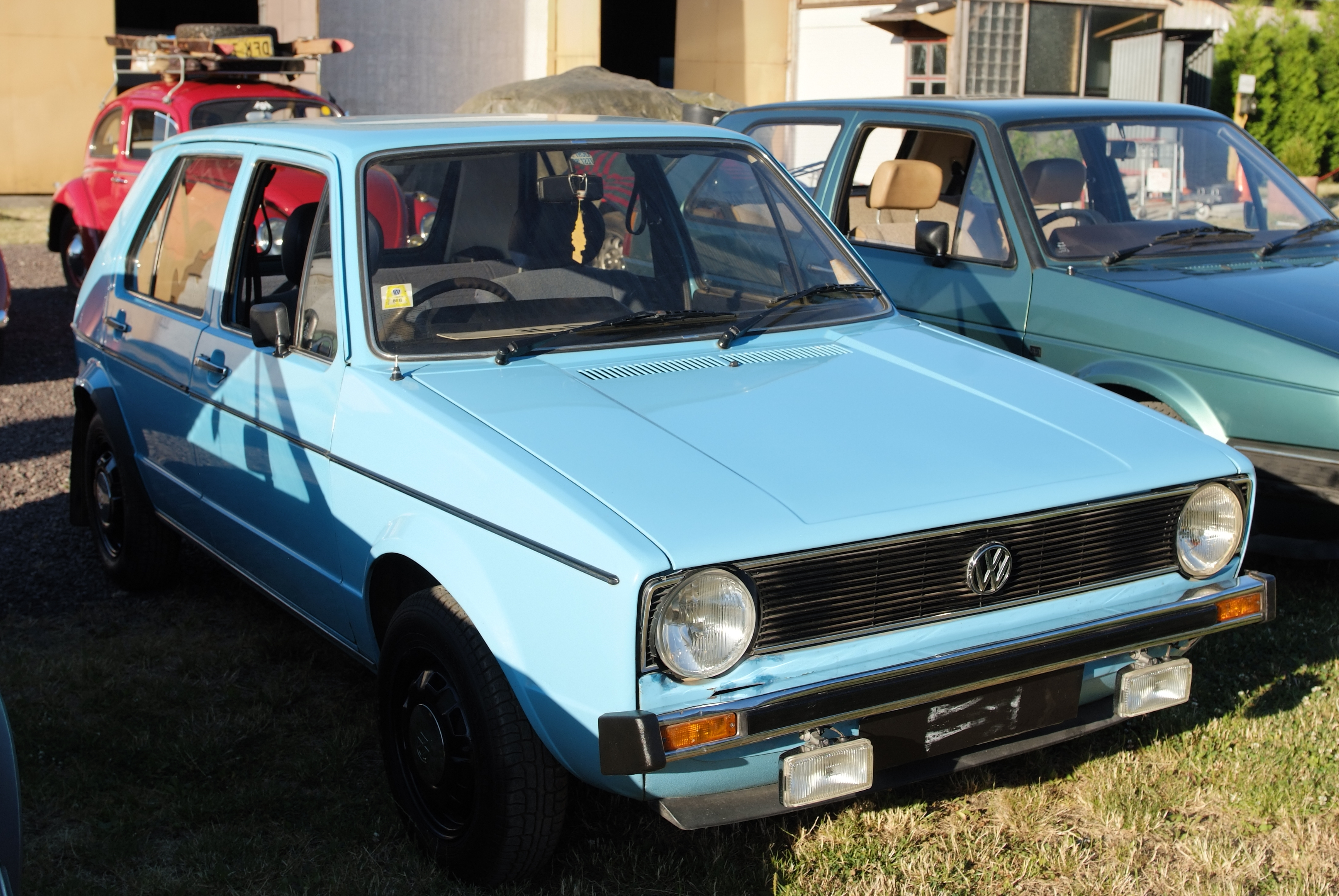
VW Golf I

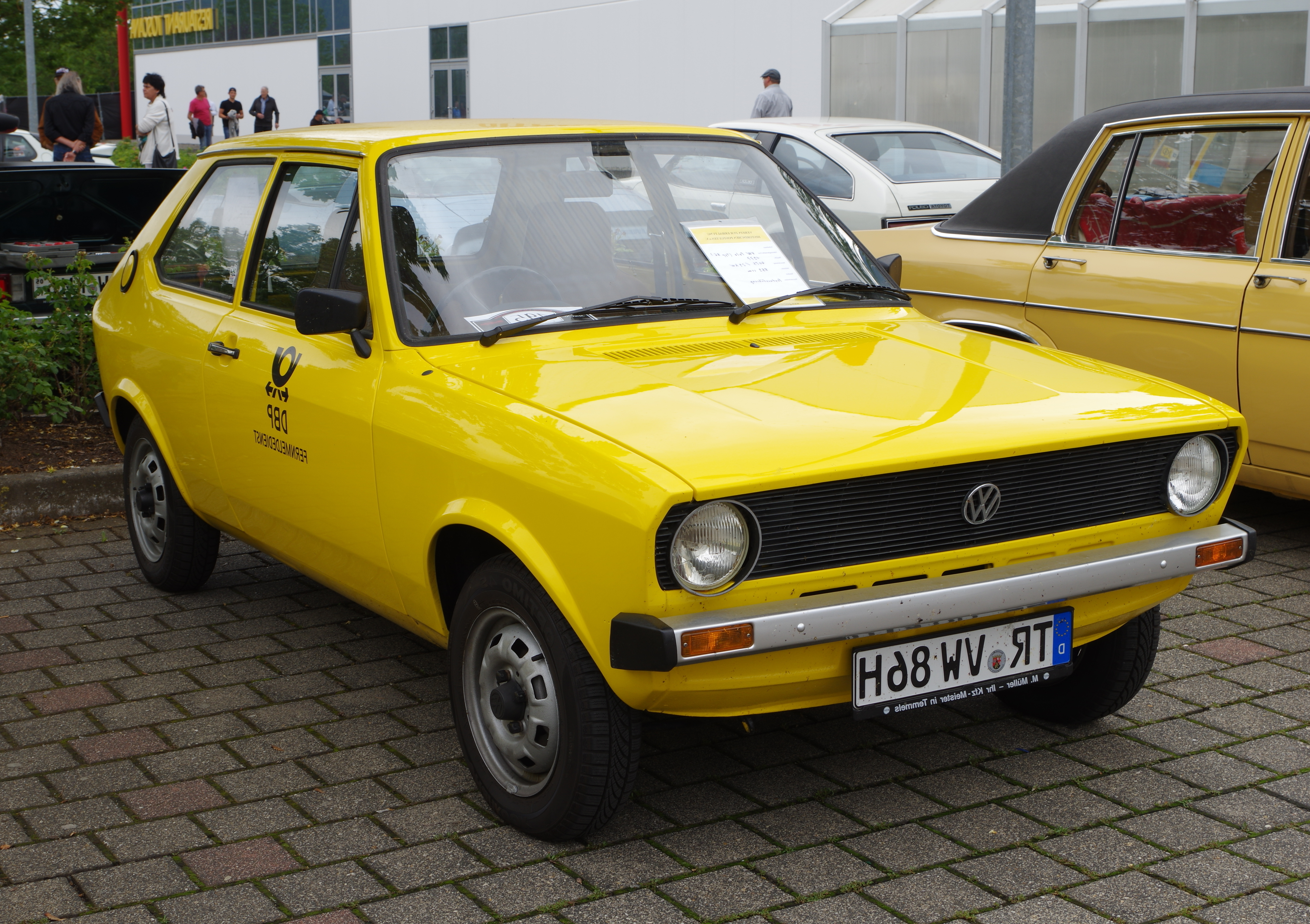
VW Polo I

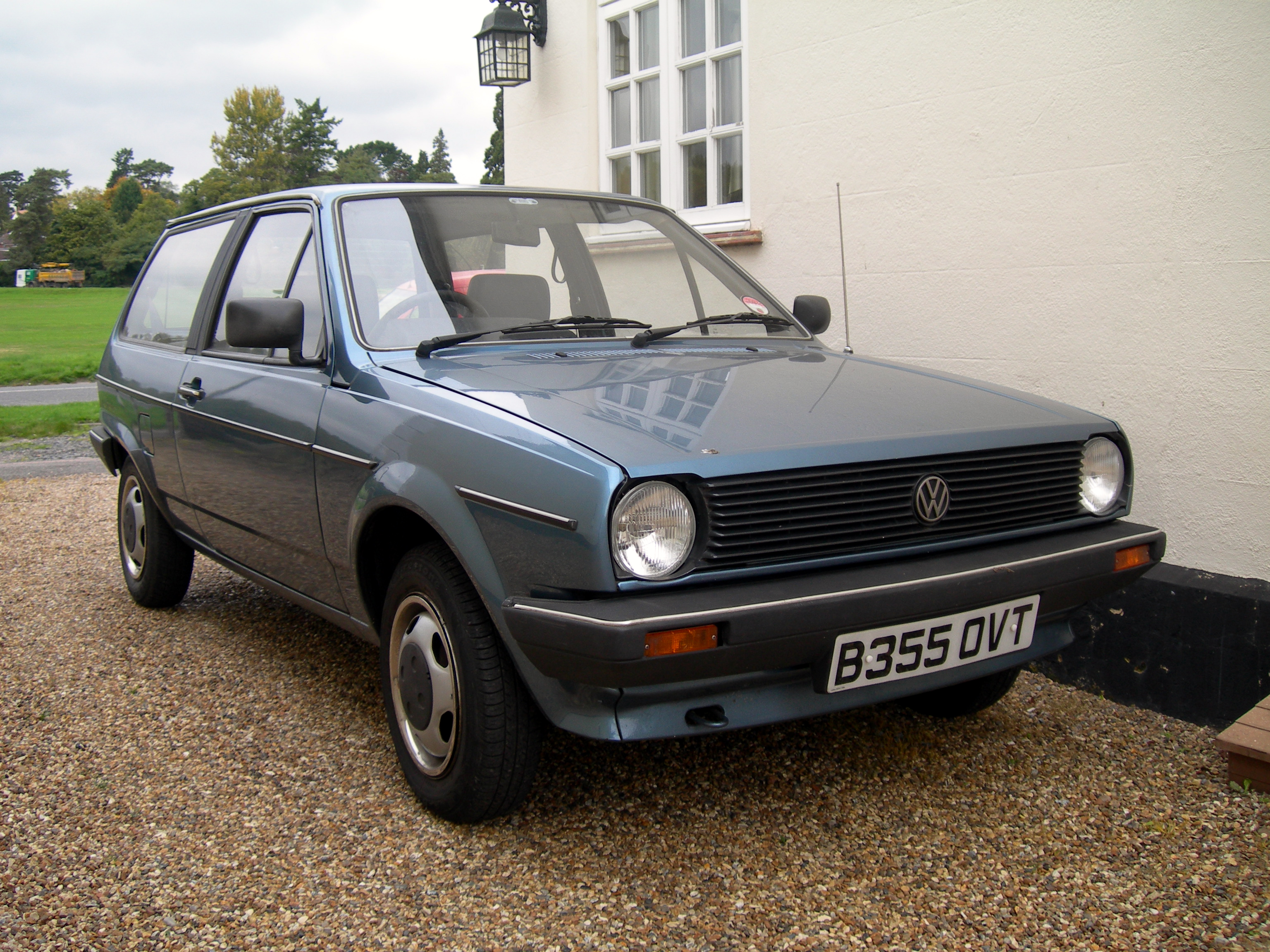
VW Polo II

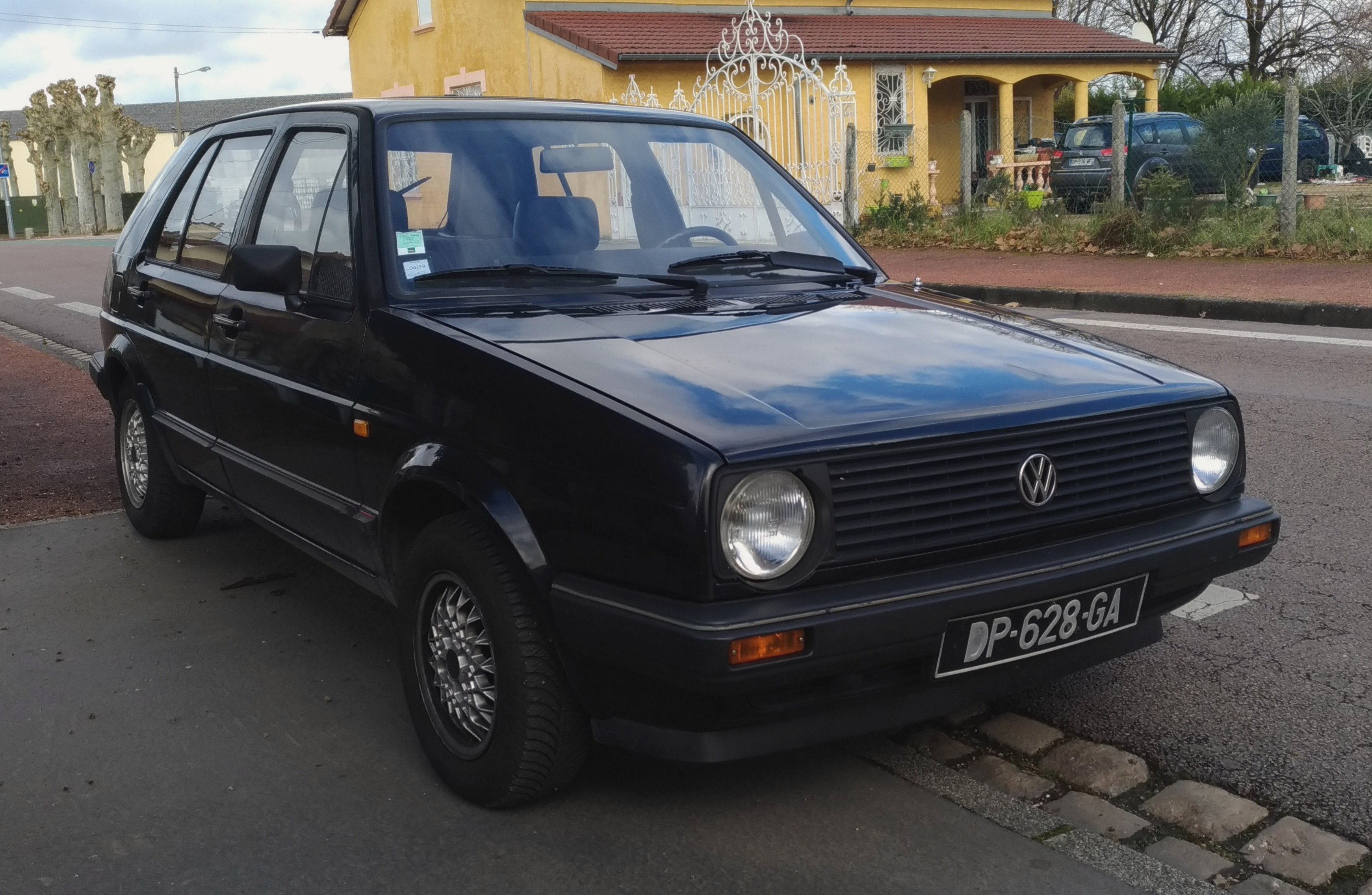
VW Golf II

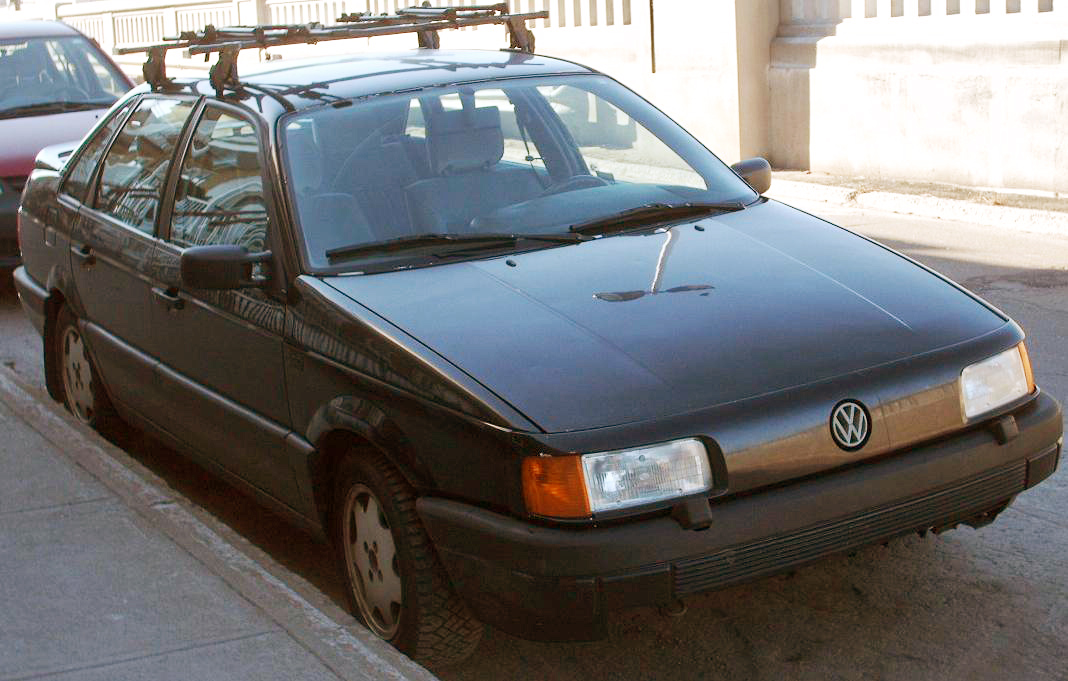
VW Passat III

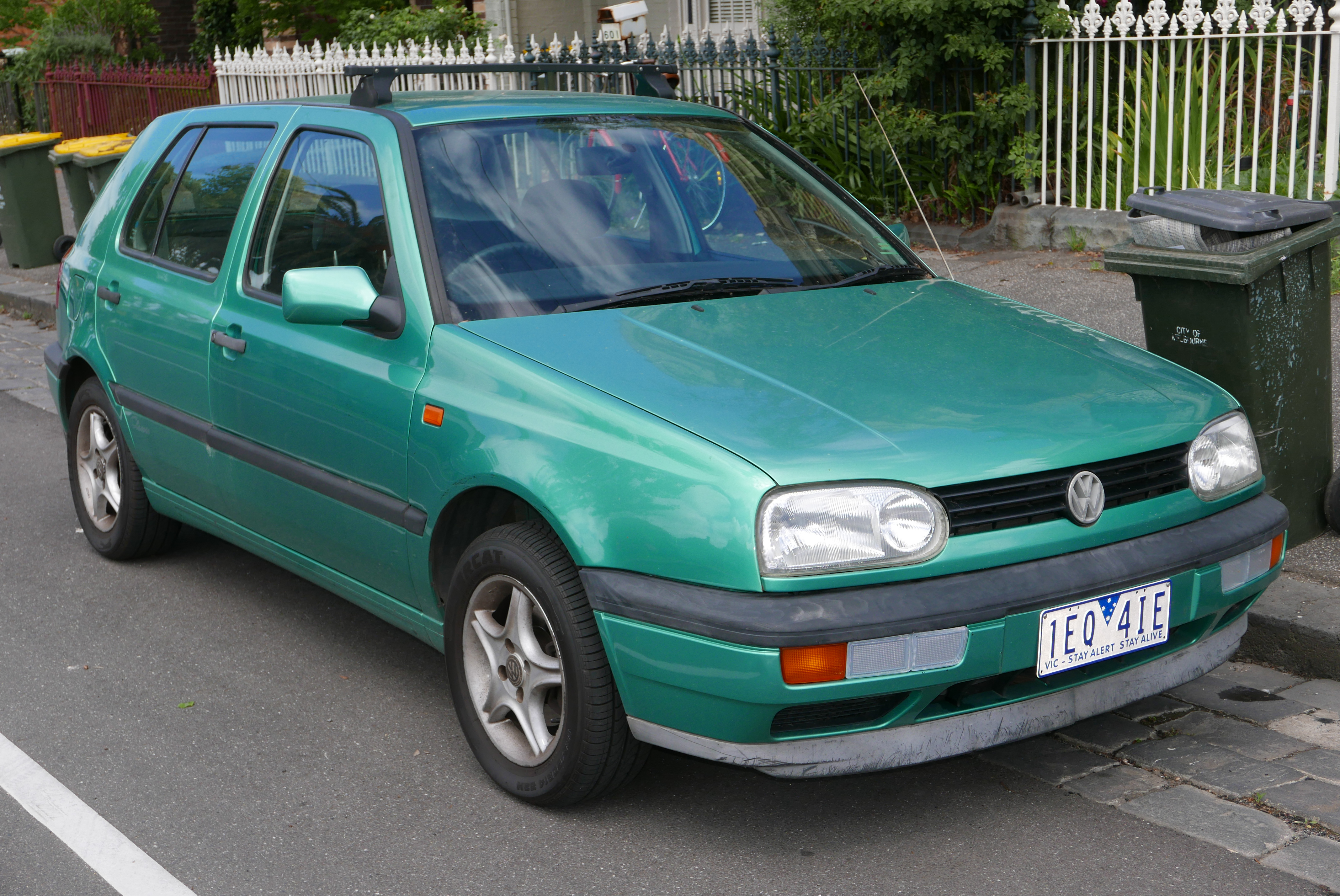
VW Golf III

V 60. letech pokračoval Volkswagen v expanzi, ale zažil i několik odbytových krizí. Klesající prodej Brouka v Evropě vedl na podzim 1961 k rozšíření nabídky modelem Volkswagen 1500 (dle motoru o objemu 1493 cm³), následně přeznačeným typ 3, kterou chtěl VW vstoupit do střední třídy. Přejal širší podlahu kupé Karmann-Ghia a k ní modernější, lehce prostornější karoserii se zapuštěnými blatníky nabízející větší zavazadlové prostory – vpředu pod mírněji svažující se kapotou účelnějšího tvaru a vzadu nad plošším motorem s dostupností zvenčí. Byl znatelně dražší než Brouk a ne tak prostorný ani výkonný jako modely konkurence Ford Taunus 17 M nebo Opel Rekord A. Nabízel se s karoserií tudor a třídveřové kombi označené Variant, které přineslo úspěch a tvořilo až 43 % výroby coby počáteční kombi značky. V říjnu 1962 byl dohotoven 100 000. zástupce řady. Karmann stavěl na jejím základě větší, hranatější kupé a kabriolety VW Karmann-Ghia typ 34. V srpnu 1965 byl přidán dvoudveřový fastback Volkswagen 1600 TL.
Nenáročnost, spolehlivost, cena i přežitý výstřední tvar někdejšího lidového vozu pro spořádané Němce lákaly masivně neposlušné hnutí hippies a Brouk se pro ně stal kultovní. Totéž podpořil využitelností Transporter, vyhledávaný navíc rozmáhajícími se zahálčivými surfaři. V prosinci 1964 Volkswagen otevřel novou továrnu na výrobu vozů pro severoamerický trh v Emdenu a od června 1965 kontroloval Auto Union, v níž postupně získal téměř 100 % podíl na zvýšení výrobních kapacit. V roce 1968 tvořil vývoz Brouka do USA 40 % veškeré produkce a Volkswagen byl čtvrtou největší automobilovou společností na světě.
V září 1968 Volkswagen zahájil výrobu konečně prostorného vozu střední třídy – řady VW 411 (typ 4), upravené studiem Pininfarina. S rozvorem prodlouženým o 10 cm, nicméně s o půl metru delší samonosnou karoserií a silnější pohonnou jednotkou. Nadále ovšem vzduchem chlazeným čtyřválcem boxer vzadu. Byl pomalejší a žíznivější než konkurence, zvlášť při využití konečně možné automatické převodovky. Vyráběl se s karoserií dvoudveřový nebo čtyřdveřový fastback a třídveřové kombi. Měl velký objem zavazadlového prostoru, ovšem neprakticky dělený na přední a zadní, s podstatným omezením maximálního rozměru zátěže než konkurence. Vyjma kombi byl zadní naložitelný jen vnitřkem, nevhodně pro ustavičně rostoucí důležitost přepravy stoupajícího počtu větších a těžších zavazadel. VW 411 přezdívaný nosál se zejména s vyprázdněným předkem jevil dosti nesouměrně. Oproti předchůdcům se prodával zanedbatelně.
Od roku 1962 vyvíjel Volkswagen v reakci na Chevrolet Corvair ještě větší model pod interním označením EA 128 nejvíce pro americký trh. Velký sedan, jakýsi typ 5, který měl pohánět vzduchem chlazený šestiválcový motor Porsche 911 objemu 2,0 litru. Cena hnacího ústrojí a nepopularita vozů s motorem vzadu po vydání knihy Ralpha Nadera Unsafe at Any Speed (Nebezpečný při jakékoli rychlosti) ale přípravy zastavily. Velké sedany začala v koncernu Volkswagen stavět oživená značka Auto Union, Audi – s pohonem předních kol.
V roce 1969 Volkswagen převzal NSU s tehdy slibným Wankelovým motorem, sloučil s Auto Union a pojmenoval Audi NSU Auto Union AG. Technologický pokrok učinil z Audi postupně člena prestižního klubu. Koncem roku 1969 začal Karmann vyrábět kompaktní sportovní vůz Porsche 914 s karoserií targa poháněný motorem VW 411; nahradil mnohem větší kupé VW Karmann-Ghia typ 34. Coby výsledek spolupráce Volkswagenu a Porsche získal přezdívku Volks-Porsche (lidové Porsche). Navzdory obtížím pomohl zvýšit prodej, s Porsche však nesnesl srovnání. Časem ovšem získal uznání výjimečným spojením jízdních vlastností, výkonu i stylu.

### 70. léta
70. léta přinesla významnou změnu v modelové politice. VW typ 4 byl naprostý propadák a VW typ 3 se prodával mnohem hůře než Brouk. I jeho prodej coby koncepčně zastaralého vozu se vzduchem chlazeným motorem na vyspělých trzích, byť opatřený motory větších typů, silně klesl. Volkswagen inovoval Brouk, u kterého už ani jeden šroub nebo plech s výjimkou upínací lišty těsnění kapoty neodpovídal prvnímu modelu, a inovoval VW 1500 na VW 1600 i VW 411 na VW 412. U posledního nabízel dokonce elektronické vstřikování benzínu, které však spotřebu zřetelně neomezilo. Prodeje dál klesaly a Volkswagen zahájil dočasnou výrobu vozu střední třídy VW K70, jejž zkonstruovalo NSU.
Znalosti technologie pohonu předních kol, které Volkswagen nabyl převzetím Auto Union i NSU, využil při konstrukci nových typů, které změnou koncepce přivodily úspěšný obrat v nabídce. V roce 1973 zahájil výrobu vozu střední třídy VW Passat coby přepracovaného sedanu střední třídy Audi 80 s karoserií pro Volkswagen tradičnější fastback nebo kombi. V roce 1974 představil kupé VW Scirocco nahrazující kupé VW Karmann-Ghia typ 14 pro nalákání zájmu o nejdůležitější model –⁠⁠⁠⁠⁠⁠ kompaktní vůz nižší střední třídy VW Golf, ze kterého bylo odvozeno. Výrobu započal půl roku před ním. Karoserie všech navrhl Giorgetto Giugiaro. V roce 1975 Volkswagen zahájil výrobu malého vozu VW Polo coby laciného dvojčete Audi 50 lehoučké stavby jako návrh NSU Projekt K 50. Tato trojice i díky zdražení benzínu vrcholící ropným šokem a preferencí užitečných nenákladných vozidel navrátila VW pozici největšího evropského výrobce. Nasměrovala světový automobilový trh a stále se v dalších generacích vyrábí.
V září 1975 rozšířil nabídku sportovní Golf GTI 1,8litrovým motorem Audi 100, který vytvořil další kult. Na poli nákladních vozů lehký užitkový Volkswagen LT, který reagoval na zájem po ještě větších dodávkových vozech. Stylisticky byl velmi podobný soudobé třetí generaci VW Transporter, koncepcí se ale více podobal veleúspěšnému Fordu Transit. Motor měl umístěn vpředu mezi sedadly řidiče a spolujezdce a pohon zadních kol jednotkou vycházející z 2,0 l motoru Audi 100 nebo vznětovým motorem Perkins. K nezpevněným cestám bylo výhodou provedení 4x4.
V září 1976 se do Golfu začal montovat úsporný vznětový motor vyvinutý z benzínového a Volkswagen jím vzbudil oblibu v nižší střední třídě. Vozy Brouk vyrobené v Mexiku pro Evropu se začaly přepravovat do Emdenu v prosinci 1977 a od začátku roku 1978 vznikaly jen tam. Poslední kabriolet Brouk zhotovil Karmann počátkem roku 1980 v Evropě.
VW Polo rozšířil nabídku o lépe vybavené verze s ukončením výroby Audi 50 v roce 1978 provázející změnu Audi na luxusnější značku.
V roce 1978 se pro Bundeswehr začalo vyrábět terénní vozidlo VW Iltis maximální nosnosti 0,5 t s pohonem 4x4 vycházející z průzkumného DKW Munga nosnosti 0,25 t. DKW byla opuštěná značka Auto Union.
V roce 1979 nahradil vznětový šestiválec odvozený ze čtyřválce pohánějícího naftový Golf neuspokojivou jednotku Perkins ve VW LT. Zaujal Volvo, které ho začalo montovat do modelu Volvo 240 D6.
Výroba nejlevnějšího Volkswagenu, Brouka, byla ukončena v Mexiku roku 2003. Celkem se jich vyrobilo 21 529 464. V roce 2002 od něj převzal titul nejprodávanější vůz planety VW Golf.

### 80. léta

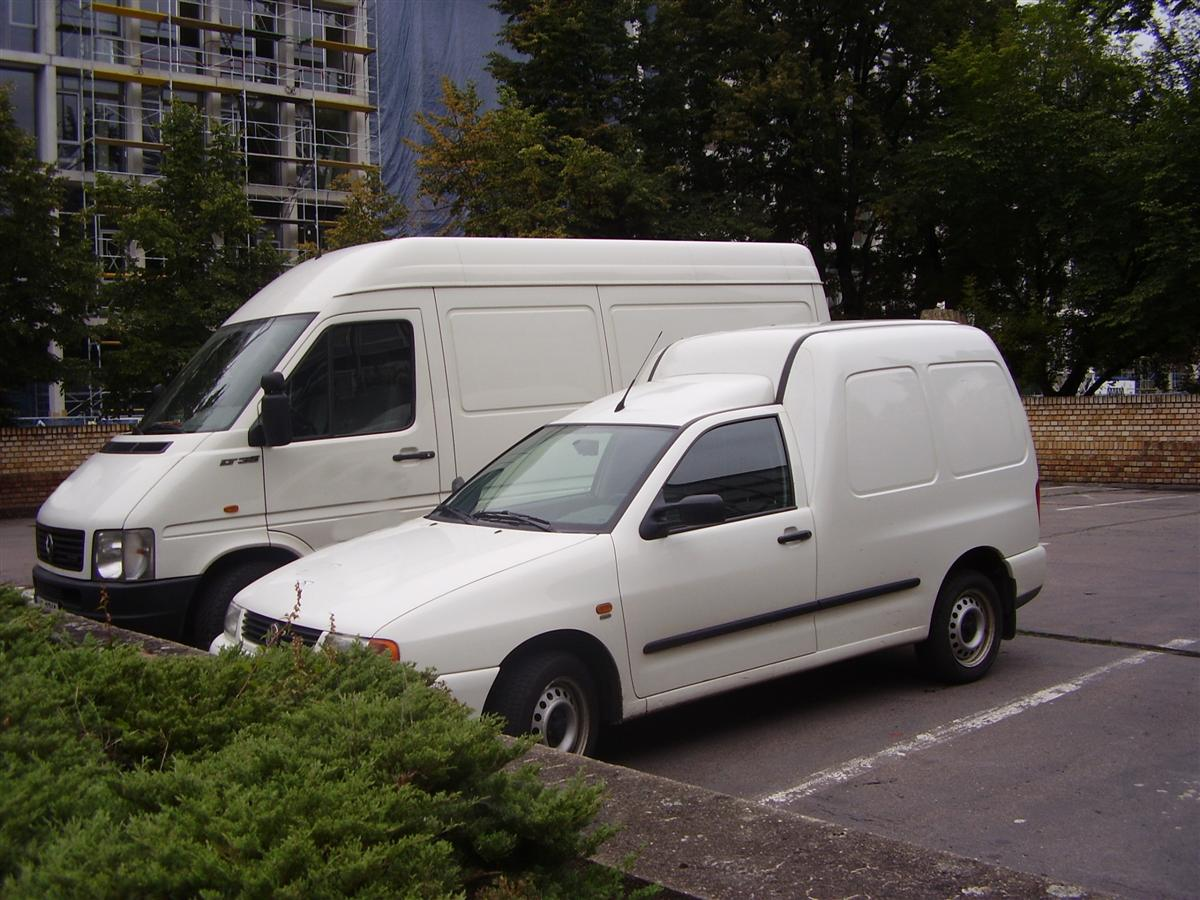
Vůz VW Caddy (v popředí) v porovnání s VW LT 35

V 80. letech pokračoval VW v modernizaci vyráběných typů, které si zachovaly úspěšně vytvořený styl a zavádění nových technologií (elektronické vstřikování, katalyzátor). Passat II prodávaný od podzimu 1980 byl znatelně delší. Nabízel se i coby sedan zpočátku se jménem Santana. Dvoudveřové Polo II vyráběné od roku 1981 se postupně nabízelo s označením kupé odpovídající tvarem první generaci, jako objemný hatchback velmi silně připomínající kombi a sedan. V roce 1982 začal Volkswagen vybavovat Golf turbodieselem. Účastnil se výzkumu snižování spotřeby a mírně delší, vzadu prostornější Golf II vyráběný od srpna 1983 měl přes značnou podobnost předkovi výrazně nižší odpor vzduchu. Čtyřmístný kabriolet Golf Cabriolet montovaný karosárnou Karmann od začátku roku 1979 si zachoval karoserii původní. Měl ochranný rám zvyšující bezpečnost a obnovil zájem o neuzavřené vozy.

V roce 1986 Volkswagen chytře získal nadpoloviční většinu akcií značky Seat za podmínek mnohem lepších než žádal od Španělska na její restrukturalizaci původně FIAT. Stala se třetí samostatnou značkou koncernu a v roce 1988 plně převzala výrobu modelu Polo. Spoluprací s dalšími převážně japonskými firmami dosáhl VW 20 % podílu na automobilovém trhu Evropy a 10 % Severní Ameriky.
Passat III nabízený od roku 1988 nebyl přepracovaným Audi 80 III z roku 1986, které mířilo sportovností více na vůz BMW 3. Architekturu s napříč uloženým motorem převzal od mnohem levnějšího Golfu II, měl ale především značně delší rozvor. Odpor vzduchu navíc snižoval zakrytím masky. Sedan bylo od roku 1991 možné vybavit šestiválcovým motorem s velmi úzkým úhlem rozevření válců označeným VR6.

### 90. léta
V 90. letech 20. století připojil Volkswagen do svého koncernu českou automobilku Škoda Auto včetně jejích veškerých výrobních kapacit a tradiční značky Škoda. Paradoxní je fakt, že Volkswagen je mnohem mladší značkou než Škoda. Od připojení do koncernu Volkswagen v roce 1990 však „Škodovka“ prodělala velké změny a stala se postupně moderním výrobcem automobilů s všestranně vysokou úrovní, plně konkurenceschopným na světových trzích.
V roce 1993 prodělal koncern Volkswagen velkou krizi provázející znovusjednocení Německa, kterou však překonal zvláště úspěchem stěžejních modelů nové generace Golf III, faceliftovaného Passat IV – nabízeného i s pohonem 4x4, doplněných novou generací Polo III.
V roce 1995 začal Volkswagen pro Evropský trh vyrábět velkoprostorový vůz Sharan coby výsledek spolupráce s automobilkou Ford jako sourozence Ford Galaxy a SEAT Alhambra.
V roce 1998 začal Volkswagen vyrábět městský miniautomobil Lupo. V roce 1999 rozšířila nabídku konstrukčně odlehčená verze s tříválcovým vznětovým motorem Lupo 3L TDI, která dokázala s pouhými 3 litry motorové nafty ujet 100 km. Byla nejúspornějším sériovým vozem na světě. Kvůli vysoké prodejní ceně se jí vyrobilo málo. Udělala však značnou reklamu vznětovým motorům Volkswagen.
V roce 1998 Volkswagen odkoupil značku Bugatti a Rolls-Royce s Bentley. Práva k obchodní značce Rolls-Royce si ale díky společné výrobě leteckých motorů zachovalo BMW dodávající tehdy motory i pro vozy Rolls-Royce a Bentley. Volkswagen přestal spoléhat na BMW a postupně nechal vyvinout motory vlastní, které montoval i do svých vozů.

### 21. století

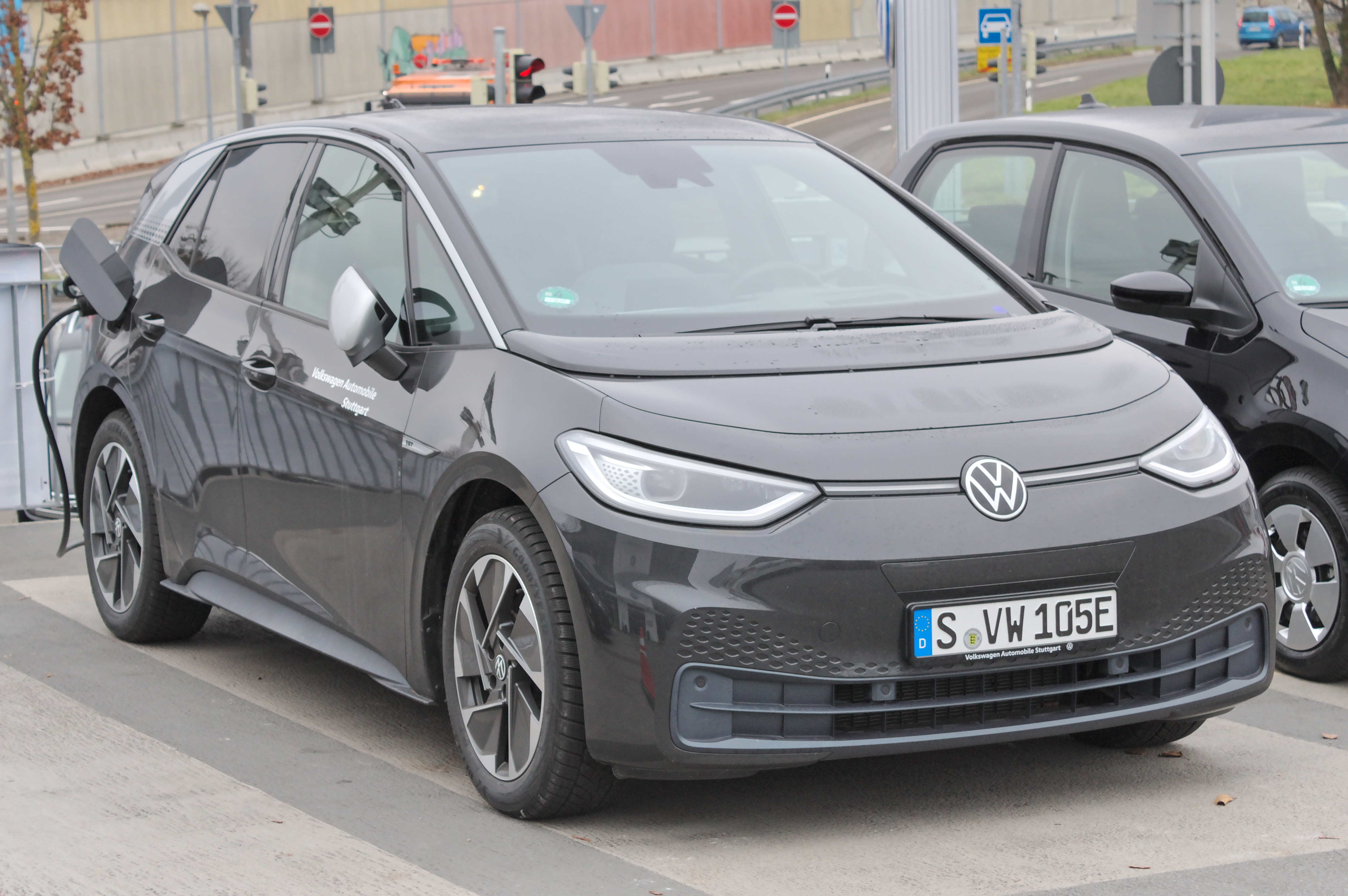
Volkswagen ID.3, elektromobil představený v září 2019

U příležitosti 50. výročí nástupu královny Alžběty II. na trůn jí Volkswagen obdaroval vozem Bentley State Limousine. V roce 2002 začal vyrábět luxusní sedan VW Phaeton coby jinak karosovaný Bentley Continental. Výrobu Phaetonu, který také pomohl Volkswagenu získat poloprémiové postavení, ukončil v roce 2016 v reakci na potřebu tvorby rezerv pro uhlazení emisního skandálu koncernu.
V září 2019 Volkswagen představil svůj první elektromobil ID.3. Využívá platformu MEB vyvinutou koncernem pro celou rodinu elektromobilů stoupající do řady ID.7. pro splnění předpisů EU. S ukončením dotací pro nákup elektromobilu jejich prodej razantně klesl a důsledkem nezvládnutého přechodu na elektromobilitu se Volkswagen ocitl v krizi. V roce 2024 společnost plánovala, že poprvé ve své historii uzavře výrobní závody v Německu.

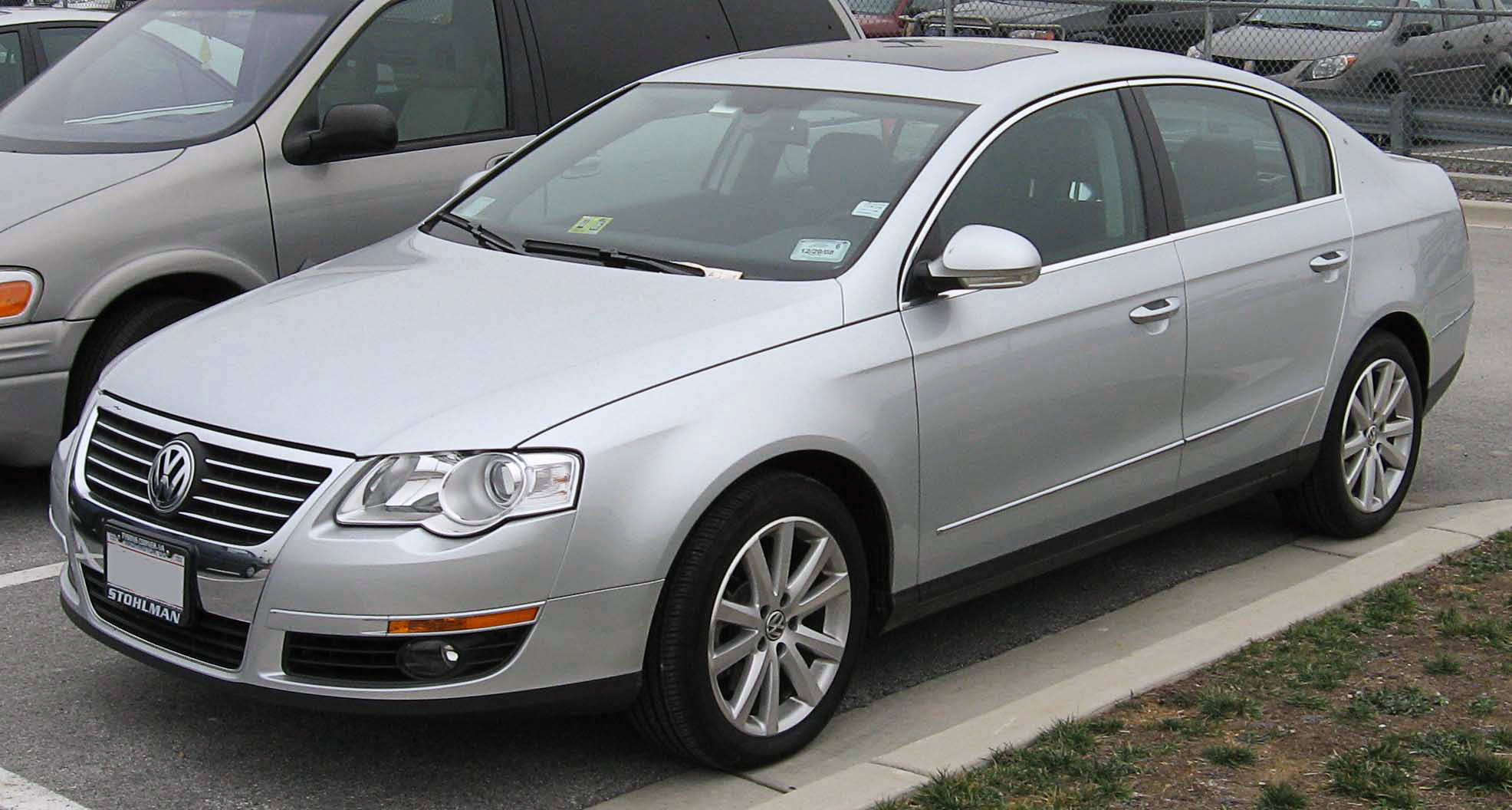
Volkswagen Passat VI

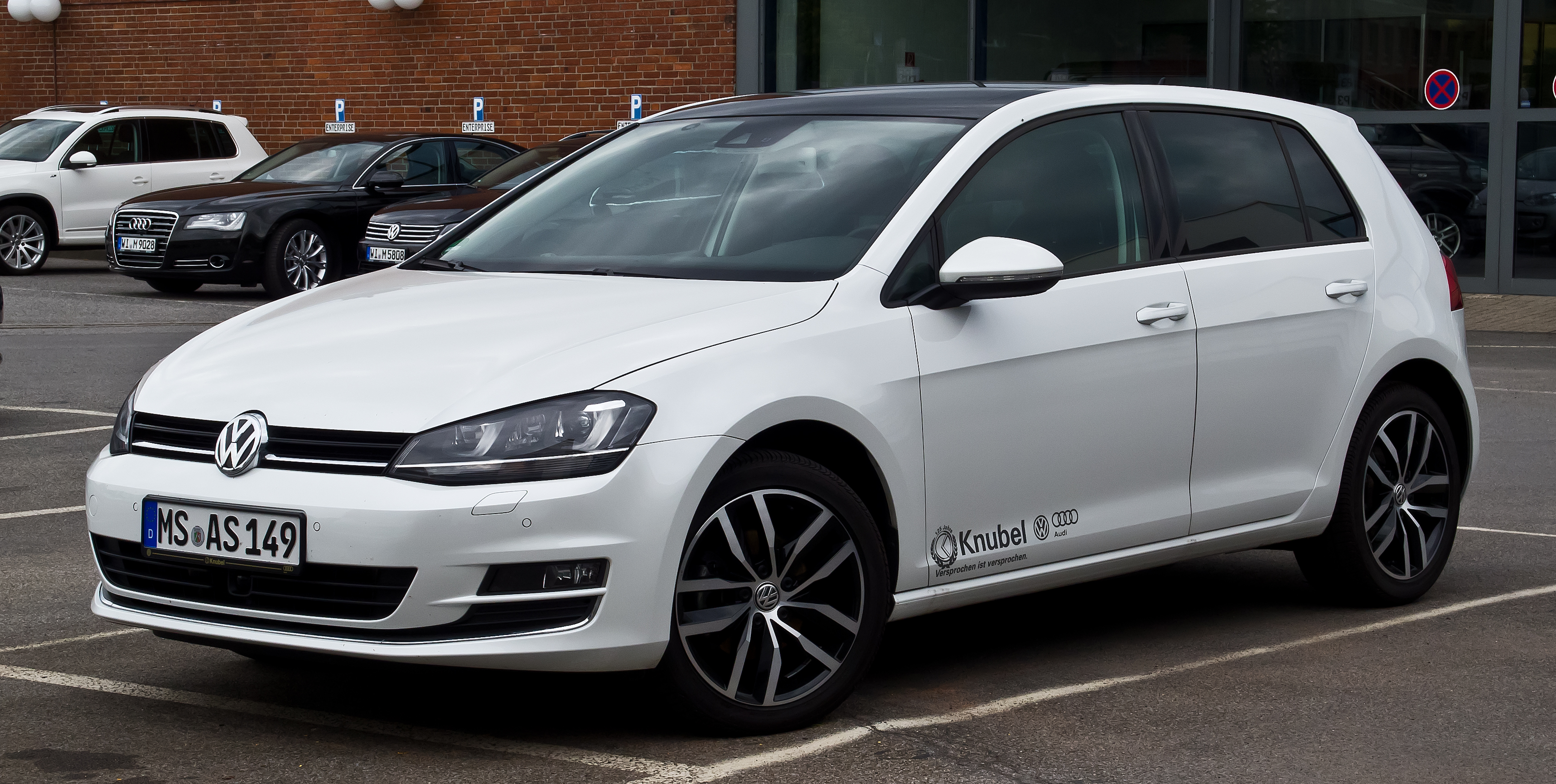
Volkswagen Golf VII

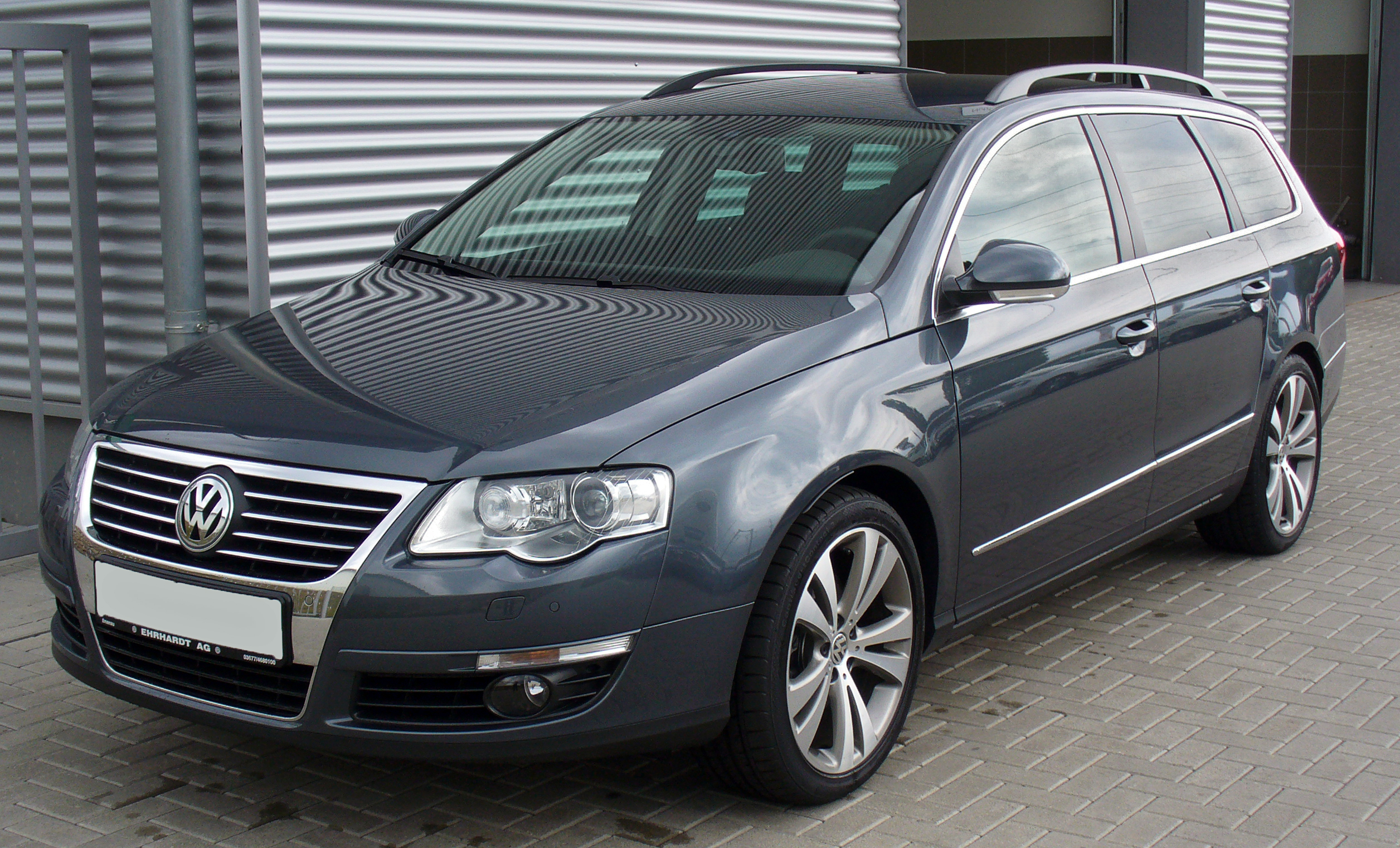
Volkswagen Passat VI Variant

### Skandál s falšováním emisí
Volkswagen nabízel vozy se vznětovými motory TDI s nejnižší spotřebou paliva ve všech třídách. Od roku 2007 však přísné emisní předpisy USA donutily Volkswagen vyřadit většinu dieselových motorů z americké nabídky. Počínaje rokem 2009 Volkswagen vrátil do nabídky upravené dieselové motory, které měly vyhovovat americkým předpisům a nízkou spotřebou při strmě rostoucí ceně benzínu pasovat Volkswagen na pozici největšího světového výrobce před konkurenční Toyotu.
V září 2015 vydala americká Agentura pro ochranu životního prostředí (EPA) prohlášení, ve kterém zmiňuje, že firma Volkswagen manipuluje s motorovým softwarem na dieselových TDI motorech a porušuje tím emisní limity. Společnost se k tomuto skandálu postavila čelem a 22. září se ústy Michaela Horna, prezidenta americké pobočky Volkswagenu, veřejnosti omluvila. Dále uvedla že tento vadný motor obsahuje 11 miliónů aut značky Volkswagen. Akcie společnosti se po tomto strmě propadly. 23. září po jednání předsednictva dozorčí rady rezignoval šéf koncernu Martin Winterkorn ačkoli ještě den před tím rezignaci odmítal. Akcie firmy za několik dní klesly o celou třetinu. 24. září 2015 německý ministr dopravy Alexander Dobrindt uvedl, že automobilka manipulovala s emisními měřeními u naftových vozů nejen v USA, ale také v Evropě. V souvislosti s kauzou čelí Volkswagen řadě hromadných žalob, a to i v České republice.

## Vedení koncernu
Vedení koncernu tvoří dozorčí rada a představenstvo. Předsedou dozorčí rady byl od 16. dubna 2002 až do roku 2015 vnuk Ferdinanda Porscheho, jeden z nejdůležitějších německých podnikatelů a velkoakcionář Volkswagenu, velmi soupeřivý a tvrdý Ferdinand Piëch, který ovlivnil vývoj mnoha vozů koncernu. Představenstvo má v současnosti sedm členů. Jeho předsedou byl do roku 2015, tedy až do vypuknutí tzv. Dieselgate, Martin Winterkorn. Současným předsedou představenstva (CEO) je Oliver Blume.

## Tržní kapitalizace
Automobilka Volkswagen (VW) má dva druhy akcií. Jen tzv. zvýhodněné akcie (Vorzugsaktien, zkráceně Vorzüge) v hodnotě 70,0 mld. Eur jsou vedeny v indexu DAX, zatímco kurzy tzv. kmenových akcií (Stammaktien, zkráceně Stämme) lze nalézt pouze v seznamu Prime Standard bez tržní kapitalizace. Je známo, že zhruba polovina všech akcií VW je přímo či nepřímo (přes Porsche Holding) držena dvěma podnikatelskými rodinami, a sice rodinami Wolfganga Porscheho a Ferdinanda Piëcha, což jsou vnuci zakladatele firem Volkswagen a Porsche, Ferdinanda Porscheho. Volkswagen je jedna z největších automobilek světa a patří jí mj. 100 % akcií Škody Auto. V roce 2014 měla celkově 592 600 zaměstnanců.
Až donedávna byla značka VW jednou z mála těch, které se zatím ve větší míře vyhýbala celosvětová automobilová recese. Volkswagen vstupoval do nových segmentů trhu, jak automobilového (nákladní automobily – značka Scania), tak i například trhu lodních motorů.

## Výrobní závody
- Německo
  - Altebauna: závod zahájil výrobu v roce 1958. Nejprve sloužil pro repasování motorů, nyní je z něj centrum výroby náhradních dílů.
  - Drážďany: základní kámen toho závodu byl položen v roce 1999. Jedná se o unikátní prosklenou továrnu, kde je možné sledovat průběh výroby z venku. Vyráběl se zde VW Phaeton.
  - Emden: tento závod sloužil původně k výrobě vozů Brouk, později se zde vyráběly i model Passat ve všech jeho generacích.
  - Hannover: závod zahájil výrobu v roce 1950 a znamenal začátek decentralizace výroby Volkswagenu. Vyráběl se zde model Transporter. Od roku 1959 se zde vyrábějí motory i pro jiné vozy.
  - Salzgitter: závod byl otevřen v roce 1969 výrobou modelu K 70, který znamenal přechod k nové generaci vozů Volkswagen. Od roku 2001 se zde vyrábí lodní motory pro celou Evropu.
  - Wolfsburg: v roce 1950 začala v nynějším kmenovém závodě ve Wolfsburgu výroba modelu Transporter. Později v roce přišla na řadu výroba modelu Brouk, kterého v roce 1974 vystřídal Golf. Chvíli se zde vyráběly modely Polo a Passat, jejichž výroba byla později přesunuta jinam a později opět obnovena v dalších generacích. Roku 1994 byla zvětšena kapacita tohoto závodu 250 000 vozů ročně a zaměstnáno zde bylo přes 3 200 osob. V roce 1998 začala výroba malého modelu Lupo a o 4 roky později také většího rodinného Touranu. Výroba modelů Polo, Lupo, Golf, Touran zde probíhá i dnes.
- Argentina: na Argentinský trh vstoupila společnost Volkswagen již v průběhu 70. let. V roce 1987 se výroba vozů koncentrovala do dvou center – San Justo a Pacheco u Buenos Aires. V Pacheco byl roku 1995 otevřen další, nový závod s kapacitou 150 000 vozidel ročně. Kromě modelů určených pro Jihoamerický trh se zde vyrábí modely Golf, Polo a od roku 1996 také další koncernové vozy jako je Audi A3 ale také Škoda Octavia.[zdroj?]
- Bosna a Hercegovina: od roku 1972 spolupracoval Volkswagen se značkou TAS, kde se montovaly vozy Volkswagen od července 1998 zde začal koncern vyrábět vozy Škoda.
- Brazílie: závod v brazilském městě Sao Bernardo do Campo byl otevřen již roku 1959 a Volkswagen se tím stal největším výrobcem automobilů v Brazílii. Další rozšíření přišlo až roku 1995, kdy byla otevřena nová továrna na výrobu nákladních automobilů.
- Čína: v Číně byla zahájena výroba 1. září 1985 modelem Santana a stala se nejmodernější továrnou na výrobu automobilů v Číně. Modely pro čínský trh jsou většinou odvozené od starších evropských modelů a v jejich výrobě se stále pokračuje. V roce 2004 došlo k dalšímu rozšíření výrobních kapacit především na výrobu motorů pro menší vozy.
- Japonsko: v Japonsku byla roku 1982 zahájena výroba modelu Santana v téměř stejné verzi jako v Číně.
- Mexiko: výroba v Mexiku byla zahájena roku[1964 kvůli zhoršení dovozních podmínek na vozy z ciziny. Z tohoto důvodu byla otevřena nová továrna v Pueble. Z Mexika se v 70. letech dovážely vozy i do USA. Po ukončení výroby modelu Brouk v NSR roku 1978 byla jeho výroba přesunuta do Jižní Ameriky a po ukončení výroby v Brazílii roku 1996 probíhala jeho výroba už pouze zde, a to až do roku 2003. Od roku 1997 se zde vyráběl ve dvou generacích VW New Beetle připomínající původní Brouk. Pokračuje zde výroba zaběhnutých modelů Jetta, Passat a Golf.
- Nigérie: v roce 1973 byl založen závod v Lagosu. V roce 1982 však musel být objem výroby omezen kvůli nedostatku deviz a plně obnovena byla výroba až v roce 1985.
- Polsko: výroba v Polsku započala roku 1993 v Poznani modelem Transporter. V roce 2002 se přidala výroba modelu Caddy. Od roku 2017 výroba v nové továrně u města Wrzésnia.
- Portugalsko: výroba v Portugalském závodě Palmela byla zahájena roku 1995 modelem Sharan, jehož nástupce se tu vyrábí dodnes.
- Slovensko: v roce 1991, kdy se Volskwagen rozhodl rozšířit své pole působnosti do tehdejší ČSFR byla v převzaté továrně od Bratislavských automobilových závodů rozběhnuta výroba modelu Passat. V roce 2002 zde byla také zahájena výroba terénního modelu Touareg a na stejné platformě Audi Q7 a Porsche Cayenne.
- Španělsko: v roce 1982 začala Španělská automobilka SEAT vyrábět v licenci modely Volkswagen a později se stala součástí koncernu. To způsobilo přesun výroby některých modelů do Španělska. Od roku 1984 se zde vyráběly modely Passat a Polo. Tato výroba stále pokračuje.
- USA: ve Spojených státech se rozhodl Volkswagen vyrábět své vozy díky klesajícímu kurzu dolaru, který ztěžoval vývoz do USA. Proto byl roku 1978 postaven závod ve Westmorelandu v Pensylvánii, kde byla zahájena výroba modelu Golf. Také byl postaven závod v Detroitu, ale ten byl z důvodu nevytíženosti roku 1983 prodán. Stejný osud postihl i závod ve Westmorelandu v roce 1990.

## Zásadní modely
- KdF 82: KdF 82 byl prvním sériově vyráběným vozem nově založené automobilky. Byl to lehký vojenský terénní automobil, kterého bylo v letech 1940–1945 vyrobeno asi 50 000 kusů.
- Brouk: tento model vznikl již ve 30. letech 20. století, ale válka nedovolila výrobě rozběhnout se až do roku 1946. Stal se základním stavebním kamenem značky v 50. letech a přispěl k poválečné motorizaci západního Německa. V Evropě skončila jeho výroba v roce 1974, v Mexiku pokračovala až do roku 2003. Vůz byl charakteristický vzadu uloženým vzduchem chlazeným motorem a subtilní karoserií typického tvaru.
- Golf: Golf vystřídal ve výrobním programu značky Brouka a navázal na jeho úspěchy. V roce 2008 začala výroba už jeho šesté generace. K dispozici je v několika variantách s různými motory, které s postupem získávaly na výkonu. Spolu s výkonem rostla i hmotnost a rozměry vozu.
- Passat: Passat je klasický vůz střední třídy v modelové hierarchii nad Golfem. Vyrábí se dodnes ve verzi sedan a kombi. Oproti Golfu je prostornější, luxusnější a má výkonnější motory. V devadesátých letech si vysloužil přezdívku manažerské auto.
- Transporter: tento model začal Volkswagen vyrábět v roce 1950 a vyrábí ho pod tímto názvem dodnes. Stal se velmi oblíbeným vozem Hippies v 60. letech. V průběhu let dle trendů v automobilovém průmyslu narostl do všech směrů.

## Prodeje vozů v Česku
Koncern Volkswagen vyrábí podle potřeb a požadavků kupujících výrobky vysoké kvality, jejich odbyt a péče o ně jsou v celém světě zajišťovány sítí autorizovaných dealerů, za účelem dosažení vysoké spokojenosti zákazníků. Tito autorizovaní dealeři, kterých je v současné době v ČR 19, musí splňovat kvalitativní standardy, jako jsou jednotný design autosalónů, Corporate design, povinný počet předváděcích a skladových vozů a apod. Tímto si koncern Audi udržuje kontrolu a dohlíží na kvalitu služeb poskytovanou všem stávajícím i novým zákazníkům koncernu Audi.
| Kategorie          | 1998  | 1999  | 2000  | 2001  | 2002  | 2003  | 2004  | 2005  | 2006  |
| ------------------ | ----- | ----- | ----- | ----- | ----- | ----- | ----- | ----- | ----- |
| Osobní vozy        | 6 746 | 8 151 | 7 836 | 9 517 | 7 803 | 7 640 | 9 098 | 6 926 | 7 116 |
| Užitkové vozy (N1) | 1 718 | 1 902 | 2 109 | 2 171 | 2 129 | 2 440 | 4 286 | 4 779 | 6 018 |

## Automobily

### Současná produkce
- Amarok
- Arteon
- Caddy
- Crafter
- Golf
- The Beetle
- Passat
- Polo
- Sharan
- Tiguan
- Touareg
- Touran
- T-Roc
- Transporter
- Up!

### Příklady starších modelů
- Bora
- Corrado
- Karmann Ghia
- LT
- Fox
- Lupo
- Phaeton
- New Beetle